# Волосатов Іван Кирилович
Іван Кирилович Волосатов (рос. Иван Кириллович Волосатов; 21 листопада (4 грудня) 1902, Новомарково — 13 квітня 1945) — радянський офіцер, Герой Радянського Союзу. В роки німецько-радянської війни командир батальйону 114-го стрілецького полку 325-ї стрілецької дивізії 2-ї гвардійської армії 3-го Білоруського фронту, капітан.

## Життєпис
Народився 21 листопада 1902 року в селі Новомарковому (нині Урицького району Орловської області) в сім'ї селянина. Росіянин. Закінчив 7 класів школи.
У 1919–1920 роках проходив дійсну службу в лавах Червоної Армії, а в 1920–1922 роках — в залізничному полку військ ВЧК РРФСР. Учасник Громадянської війни.
Вдруге в Червоній Армії в 1924–1926 роках. У 1925 році закінчив Харківську військову прикордонну школу військ ОДПУ. Працював в Маріуполі на залізничному транспорті заводу імені Ілліча — електриком, заступником начальника цеху електроексплуатаціі. Член ВКП (б) з 1932 року.
Втретє покликаний в Червону Армію Іллічівським райвійськкоматом Маріуполя в 1941 році. У 1942 році закінчив курси «Постріл». Учасник німецько-радянської війни з 1941 року.
Батальйон 114-го стрілецького полку, яким командував капітан Іван Волосатов 13 квітня 1945 року в бою при прориві сильно укріпленої, глибоко ешелонованої оборони противника в районі населеного пункту Нойкурен (нині місто Піонерський Калінінградської області) знищив понад 100 і взяв у полон понад 40 гітлерівців. Комбат загинув в бою 13 квітня 1945 року. Похований у братській могилі в селищі Рощино Зеленоградського району Калінінградської області.

## Нагороди
Указом Президії Верховної Ради СРСР від 29 червня 1945 року за зразкове виконання бойових завдань командування на фронті боротьби з німецько-фашистськими загарбниками і проявлені при цьому мужність і героїзм, капітану Волосатову Івану Кириловичу посмертно присвоєно звання Героя Радянського Союзу.
Нагороджений орденами Леніна, Червоного Прапора, Олександра Невського.